# Magnus Ahlgren (borgmästare)
Magnus Ahlgren (i riksdagen kallad Ahlgren i Sundsvall), född 13 augusti 1823 i Kristianstad, död 19 januari 1871 i Stockholm, var en svensk borgmästare och politiker. Han var borgmästare i Sundsvall 1858–1871.
Ahlgren var ledamot av riksdagens andra kammare 1867–1871 (lagtima), invald i Sundsvalls och Östersunds valkrets. Han tillhörde Lantmannapartiet från 1870.